# Katarina Dalayman

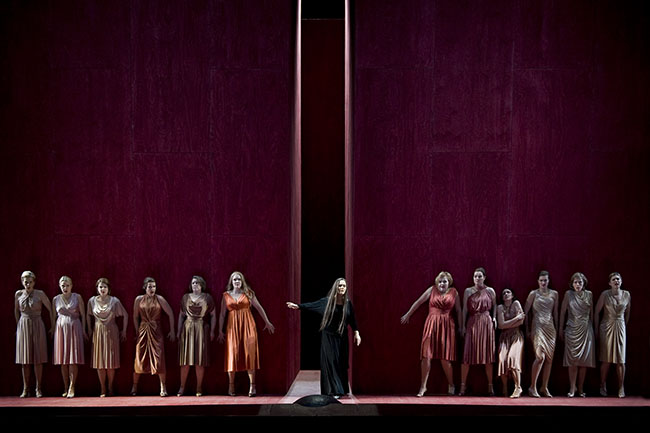
Katarina Dalayman som Elektra vid Kungliga Operan 2009.

Katarina Ulrika Dalayman, född 25 januari 1963 i Stockholm, är en svensk operasångare (sopran).

## Karriär och roller
Dalayman är utbildad vid Operahögskolan i Stockholm.
Debuten skedde på Kungliga Teatern 1991 i Operahögskolans gästspel där Dalayman sjöng Sieglinde i Wagners Valkyrian. Efter det har hon sjungit varierande roller på Kungliga Operan såsom i Argentos The Aspern Papers, Simon Boccanegra, La Bohème, Otello, Die tote Stadt, Salome och Brünnhilde i Wagners Nibelungens ring.
Hon sjunger mest dramatiska roller, utöver de redan nämnda kan nämnas Isolde, Elisabeth i Tannhäuser, Brangäne och Kundry i Parsifal, samtliga av Wagner. Vidare framträder hon i Alban Bergs Wozzeck, Tjajkovskijs Spader dam, Richard Strauss Ariadne på Naxos och Elektra, Puccinis Tosca, Verdis Don Carlos, Sjostakovitjs Lady Macbeth från Mtsenskdistrikten och Beethovens Fidelio.
Dalayman är verksam på hela världens konsert och operascener, exempelvis Opéra Bastille i Paris, Metropolitan Opera, New York, Deutsche Oper Berlin, La Scala, Milano, Aix-en-Provence, Semperoper i Dresden, Barcelona, Salzburg med flera. Hon har sjungit under bland annat Daniel Barenboim som dirigent.
Dalayman har under senare år (omkring 2018-2019) framgångsrikt övergått till mezzosopran. Som sådan sjöng hon en bejublad Amneris i Aida på Kungliga Operan.

## Priser och utmärkelser
- 1992/93 – Operapriset av Tidskriften OPERA
- 1994 – Svenska Dagbladets operapris
- 2000 – Hovsångerska
- 2006 – Litteris et Artibus
- 2006 – Lunds Studentsångförenings solistpris
- 2012 – Ledamot av Kungliga Musikaliska Akademien
- 2017 – Gunn Wållgren-stipendiet[1]

## Diskografi (urval)
- Brünnhilde i Wagners Götterdämmerung. Med Lars Cleveman. Hallé Orchestra. Dirigent Sir Mark Elder. Hallé CD HLD 7525.(5 CD).
- Brangäne i Wagners Tristan och Isolde. Metropolitan Opera. DVD. DG 073 044-9.
- Brünnhilde i Wagners Die Walküre. Live, Royal Opera, Stockholm, 2005, House of Opera, CD14254. (4 CD). (www.operapassion.com).
- Brünnhilde i Wagners Die Walküre. Live, Royal Opera Stockholm. House of Opera DVD. (www.operapassion.com).
- Brünnhilde i Wagners Siegfried. Live, Royal Opera Stockholm. Premiere Opera. DVD. (www.premiereopera.com).
- Brünnhilde i Wagners Götterdämmerung. Live, Royal Opera Stockholm. Premiere Opera. DVD. (www.premiereopera.com).
- Brünnhilde i Wagners Der Ring des Nibelungen. Live Paris. 2011. Dirigent Philippe Jordan. Premiere Opera (www.premiereopera.net).
- Isolde i Wagners Tristan und Isolde. Metropolitan Opera. Dir. Daniel Barenboim. 2008. Premiere Opera. (www.premiereopera.net).
- Titelrollen i Richard Strauss Elektra. Med Emma Vetter och Marianne Eklöf. Kungliga hovkapellet. Dirigent R. Weikert. 2009. Live, Royal Opera, Stockholm. Premiere Opera. www.premiereopera.net
- Brünnhilde i Wagners Die Walküre. Dir. C. Thielemann. DG 00289 479 1560.
- Kundry i Wagners Parsifal. Med Lars Cleveman. Hallé Orchestra. Dirigrnt Sir Mark Elder. Hallé CD HLD 7539. (4 CD).

Samtliga webbadresser hämtade 13 januari 2013.